# Sansevieria

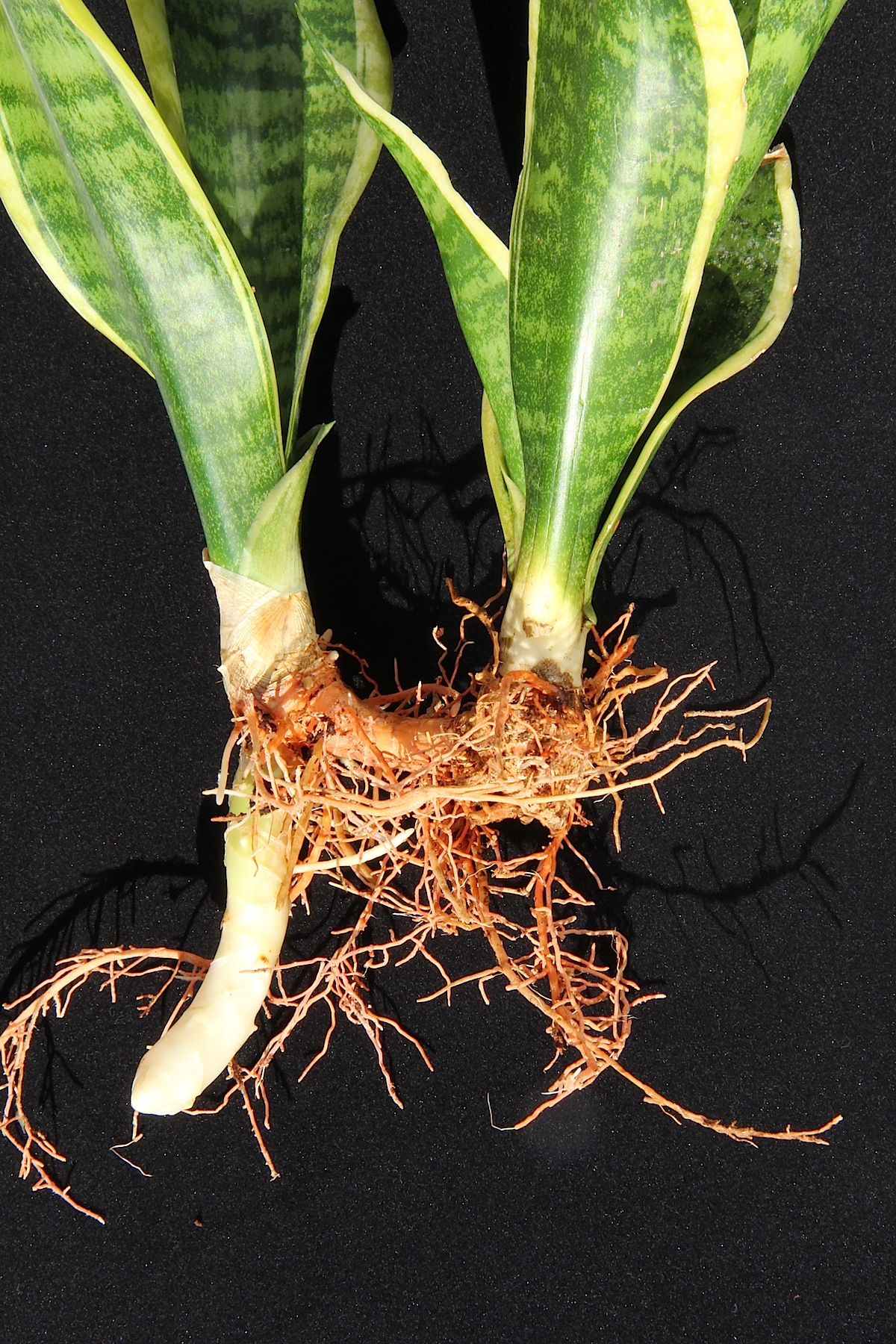
Typische Rhizome von Sansevieria trifasciata.

Sansevieria ist eine Pflanzengattung aus der Unterfamilie der Nolinoideae in der Familie der Spargelgewächse (Asparagaceae) innerhalb der Ordnung der Spargelartigen (Asparagales). Sansevieria ist nahe mit der Gattung Dracaena (Drachenbaum) verwandt und wird manchmal zu dieser gerechnet. Der botanische Name ehrt Pietro Antonio Sanseverino (1724–1772), Fürst von Bisignano, in dessen Garten in La Barra bei Neapel der Botaniker Vincenzo Petagna die Pflanze in Blüte und Frucht sah und 1787 erstmals beschrieb. Deutsche Trivialnamen sind Bogenhanf oder Schwiegermutterzunge. Einige Arten und viele Sorten (zum Teil panaschiert, also mit hellen Streifen auf den Blättern) sind beliebte und leicht zu pflegende Zimmerpflanzen.

## Beschreibung

### Vegetative Merkmale
Sansevieria-Arten wachsen als stammlose oder stammbildende, ausdauernde, sukkulente Pflanzen. Sie sind meist immergrün und bilden oft größere Horste, dabei sind sie manchmal nahe der Basis her verzweigt mit unterirdischen Rhizomen oder oberirdischen Ausläufern. Die ungestielten, aufrechten Laubblätter wachsen einzeln bis zu mehreren und dabei zweizeilig oder auch in grundständigen Rosetten zusammenstehend. Die dicke Blattspreite ist sukkulent oder lederig, lanzettlich, linealisch oder bandförmig und flach, oder zylindrisch oder halbzylindrisch und gewöhnlich oberseits mit einer Rinne versehen. Die Spreiten sind manchmal an der Basis etwas verschmälert oder auch blattstielähnlich. Sie sind grün, oft mit helleren Flecken oder Querbändern gemustert und bei Kulturformen können sie auch panaschiert sein. Der Blattrand ist glatt. Sämlinge von Arten mit zylindrischen Blättern, wie auch aus Stecklingen gezogene Jungpflanzen haben kurze, flache Blätter und unterscheiden sich von den ausgewachsenen Pflanzen.

### Generative Merkmale
Die zwittrigen Blüten stehen in einfach ährigen, rispig verzweigten oder auch in einfach kopfigen dichten Blütenständen zusammen. Die Tragblätter der Blüten haben extrafloralen Nektar. Sie sind gestielt, aktinomorph und oft nächtlich süßlich duftend. Der Blütenstiel ist segmentiert. Die gleichgestalteten Blütenhüllblätter sind an der Basis verwachsen und bilden eine Röhre mit sechs freien Zipfeln. Diese häufig weißlichen Zipfel sind bei der Anthese zurückgerollt. Es sind zwei Kreise mit je drei Staubblättern vorhanden, die über die Blütenhülle hinaus verlängert sind und bei geöffneter Blüte durch die zurückgerollten Tepalen herausragen. Der einfache Griffel ist meist so lang oder wenig länger als die Staubblätter. Die Blütenhüllblätter sind weiß, gelblich-weiß, hellrosafarben oder grünlich-weiß. Die Blüten werden in der Nacht häufig durch Motten bestäubt. Nach der Bestäubung wird eine rote oder orangefarbene Beere gebildet, die ein bis drei Samen enthält. Die Blütenstände sind endständig und beenden das Wachstum des jeweiligen Triebes, so dass jeder Trieb nur einmal blüht. Allerdings sind sie nicht hapaxanth, da sie nach der Blüte noch etliche Jahre leben.

### Chromosomen
Die Basischromosomenzahl der Gattung beträgt {\displaystyle x=20} oder {\displaystyle x=21}.

### Inhaltsstoffe
Aus Blattpresssaft von Sansevieria aethiopica wurde Aconitsäure isoliert. Bei 60 Grad getrocknete Blätter von Sansevieria trifasciata lieferten 0,7 Prozent eines Diesters der Phthalsäure mit einem Molekül Propanol und einem Molekül 1,4-Butandiol.

## Verbreitung und Standorte
Sansevieria ist vor allem in Afrika, besonders in Kenia und Tansania, außerdem auf der Arabischen Halbinsel, hier besonders im Jemen und im südlichen Asien, hier auf den Komoren, in Indien, in Sri Lanka und in Myanmar verbreitet. Einige Arten sind in subtropischen Ländern verwildert. Viele Arten werden als Grundstücksbegrenzung im südlichen Florida angepflanzt. Sie haben sich teilweise verselbständigt. Im südlichen Europa und auf den kanarischen Inseln findet sich in Gärten und sonstigen Anpflanzungen eine Vielzahl von Arten, die ebenfalls durch den Menschen hierher gebracht wurden.

## Systematik

### Äußere Systematik
Sansevieria gehört zur Tribus Dracaenea aus der Unterfamilie der Nolinoideae in der Familie der Spargelgewächse (Asparagaceae) innerhalb der Einkeimblättrigen Pflanzen (Monokotyledonen).
Nach traditioneller Auffassung wäre die Gattung Schwestergruppe der Gattung Dracaena
| Dracaeneae Klade | \| \| Dracaena \| \| \| \| \| \| Sansevieria \| \| \| \| |
|                  | \| \| Dracaena \| \| \| \| \| \| Sansevieria \| \| \| \| |
|                  | Dracaena                                                 |
|                  |                                                          |
|                  | Sansevieria                                              |
|                  |                                                          |

Neuere Ergebnisse haben erwiesen, dass die Arten der Gattung eine monophyletische Gruppe bilden, die aber innerhalb der Gattung Dracaena eingeschachtelt ist, d. h., es handelt sich wohl um eine Klade von Arten mit abweichender Morphologie, die sich aus einer Verwandtschaftsgruppe Dracaena-ähnlicher Vorfahren ausdifferenziert hat. Da die Anerkennung der Gattung somit Dracaena paraphyletisch machen würde, werden die Arten nun meist in diese Gattung einbezogen. Dieser Artikel folgt der traditionellen Taxonomie, die heute noch weiter verbreitet ist. Eine Liste der Arten der Gattung Dracaena (Stand 2020) unter Einschluss von Sansevieria findet sich bei R. Govaerts (WCSP).

### Innere Systematik
Die Erstbeschreibung als „Sanseverinia“ erfolgte 1787 durch Vincenzo Petagna. Ein Synonym für die Gattung ist Acyntha Medik. (1786).
Die Systematik der Gattung Sansevieria Petagna ist schwierig, da es viele Kultursorten gibt, die wie Arten bezeichnet wurden, und mit diesen Namen in Pflanzenlisten usw. auftauchen. Folgende Arten gehören zur Gattung Sansevieria:
| - Sektion „Sansevieria“ Petagna - Untersektion „Sansevieria“ Petagna - Sansevieria aethiopica Thunb. - Sansevieria aubrytiana Carrière - Sansevieria braunii Engl. & Krause - Sansevieria burmanica N.E.Br. - Sansevieria concinna N.E.Br. - Sansevieria conspicua N.E.Br. - Sansevieria dawei Stapf - Sansevieria fasciata Cornu ex Gérôme & Labroy - Sansevieria forskaoliana (Schult. & Schult.f.) Hepper & J.R.I.Wood - Sansevieria frequens Chahin. - Sansevieria hyacinthoides (L.) Druce (Typusart der Untersektion) - Sansevieria liberica Gérôme & Labroy - Sansevieria longiflora Sims - Sansevieria longistyla la Croix - Sansevieria masoniana Chahin. - Sansevieria metallica Gérôme & Labroy - Sansevieria nilotica Baker - Sansevieria nitida Chahin. - Sansevieria parva N.E.Br. - Sansevieria pedicellata la Croix - Sansevieria raffillii N.E.Br. - Sansevieria roxburghiana Schult. & Schult.f. - Sansevieria senegambica Baker - Sansevieria subspicata Baker - Sansevieria subtilis N.E.Br. - Sansevieria trifasciata Prain – von dieser Art gibt es viele Sorten; die wichtigsten sind ‚Hahnii‘ und ‚Laurentii‘ - Untersektion „Hastifoliae“ P.A.Mansfeld - Sansevieria bacularis Pfennig ex A.Butler & Jankalski - Sansevieria burdettii Chahin. - Sansevieria canaliculata Carrière - Sansevieria cylindrica Bojer ex Hook. (Typusart der Untersektion) - Sansevieria ebracteata (Cav.) Suresh - Sansevieria eilensis Chahin. - Sansevieria erythraeae Mattei - Sansevieria gracillima Chahin. - Sansevieria hargeisana Chahin. - Sansevieria pearsonii N.E.Br. - Sansevieria pfisteri D.J.Richards - Sansevieria sordida N.E.Br. - Sansevieria varians N.E.Br. - Sansevieria volkensii Gürke - Sansevieria zeylanica (L.) Willd. - Untersektion „Stoloniferae“ P.A.Mansfeld - Sansevieria ballyi L.E.Newton - Sansevieria bella L.E.Newton - Sansevieria caulescens N.E.Br. - Sansevieria downsii Chahin. - Sansevieria francisii Chahin. - Sansevieria gracilis N.E.Br. - Sansevieria phillipsiae N.E.Br. - Sansevieria suffruticosa N.E.Br. (Typusart der Untersektion) - Sektion „Dracomima“ Jankalski - Sansevieria arborescens Cornu ex Gérôme & Labroy - Sansevieria ascendens L.E.Newton - Sansevieria bagamoyensis N.E.Br. - Sansevieria dumetescens L.E.Newton - Sansevieria ehrenbergii Schweinf. ex Baker (Typusart der Sektion) - Sansevieria perrotii Warb. - Sansevieria pinguicula P.R.O.Bally - Sansevieria powellii N.E.Br. - Sansevieria powysii L.E.Newton - Sektion „Cephalantha“ Jankalski - Sansevieria fischeri (Baker) Marais - Sansevieria formosa Chahin. - Sansevieria hallii Chahin. - Sansevieria humiflora D.J.Richards - Sansevieria kirkii Baker (Typusart der Sektion) - Sansevieria sambiranensis H.Perrier - Sansevieria scimitariformis D.J.Richards - Sansevieria sinus-simiorum Chahin. - Sansevieria stuckyi God.-Leb. |

Neu beschrieben wurden seit 2013:
- Sansevieria lineata T.G.Forrest: Sie kommt in Uganda vor. Sie wurde 2013 erstbeschrieben.[9]

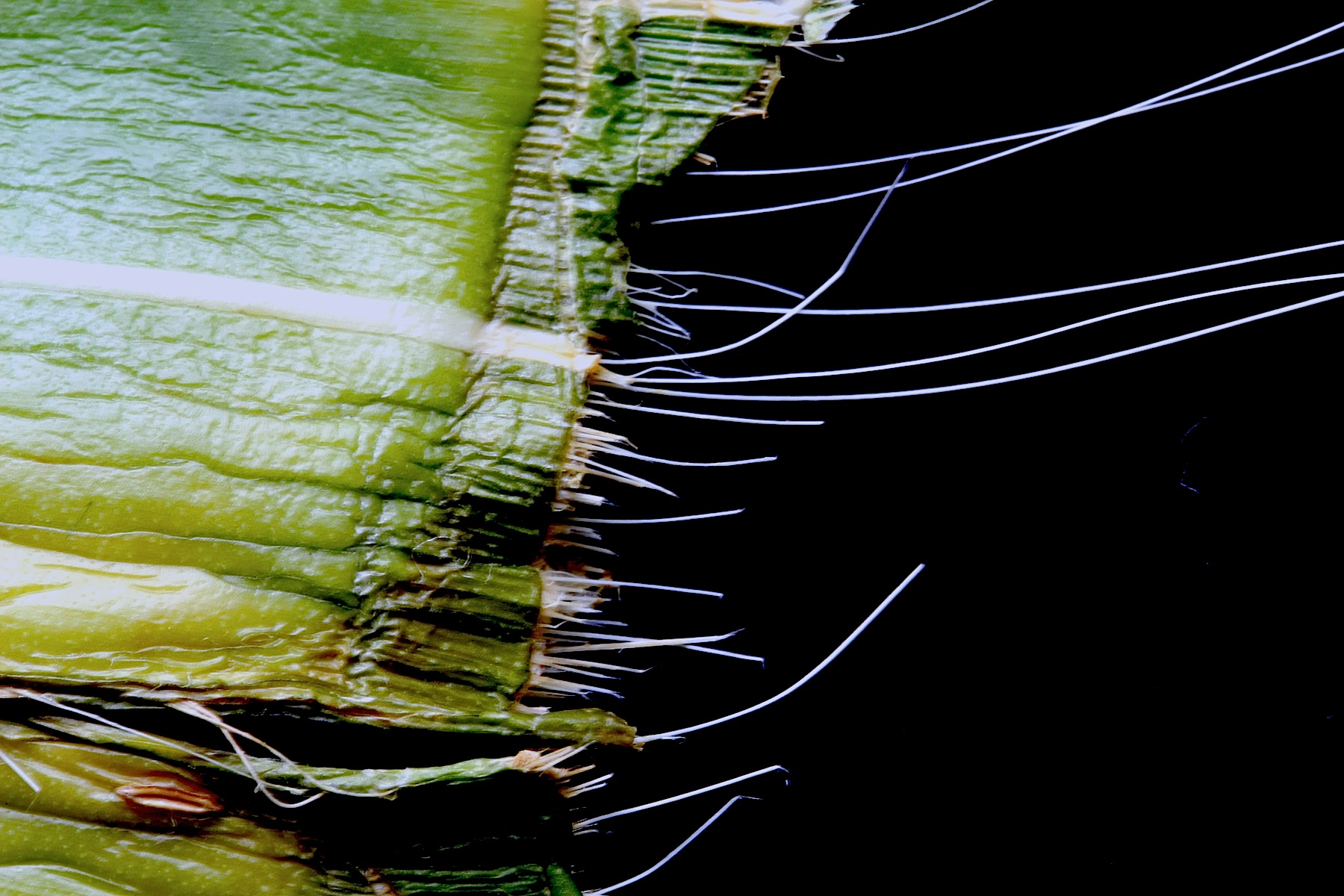
Fasern bei Sansevieria trifasciata

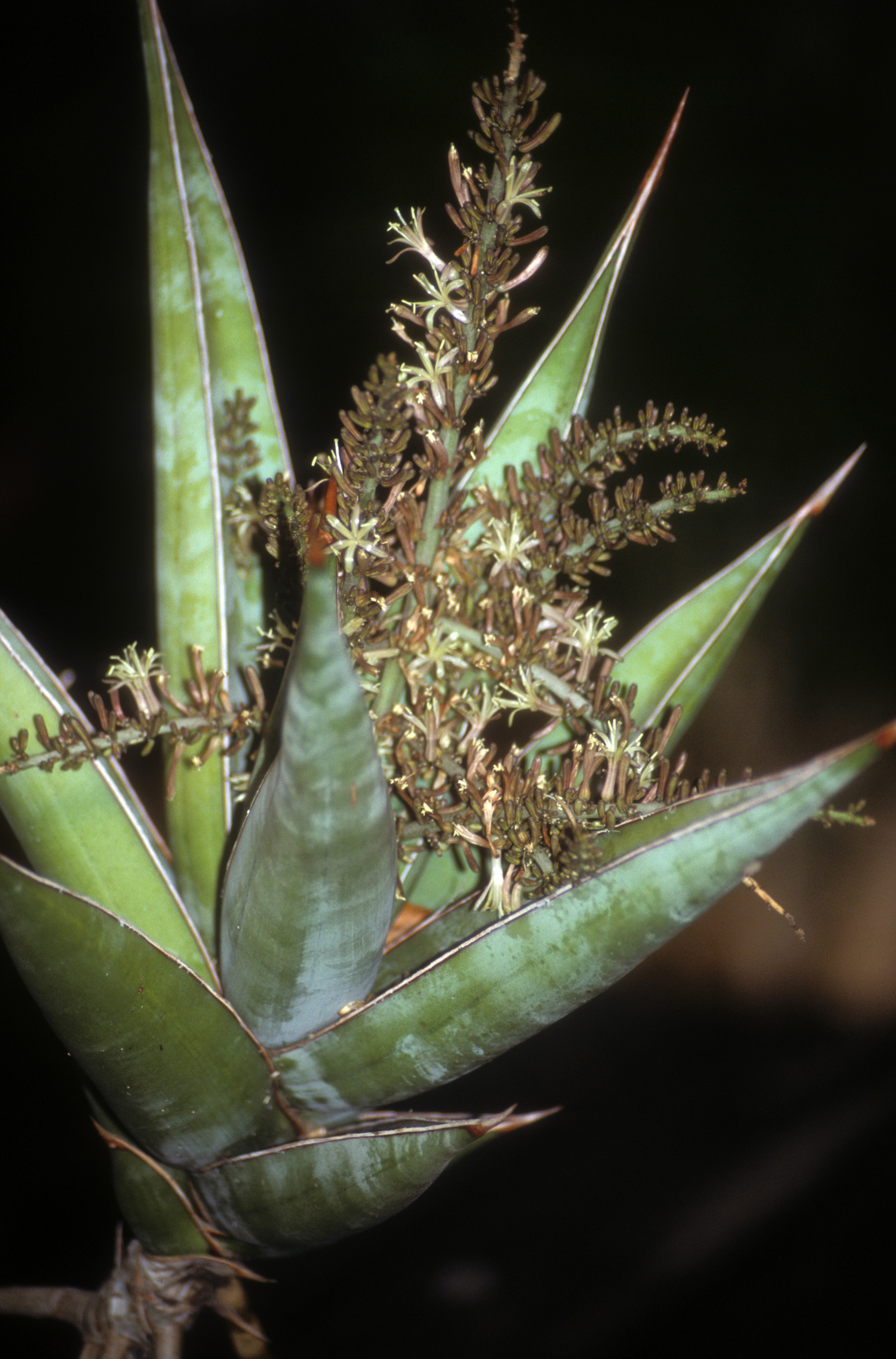
Sansevieria pinguicula, nachtblühend in Florida

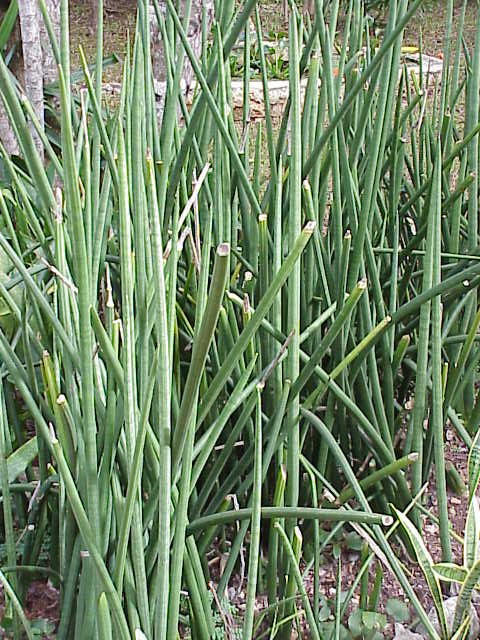
Sansevieria cylindrica mit zylindrischem Blatt

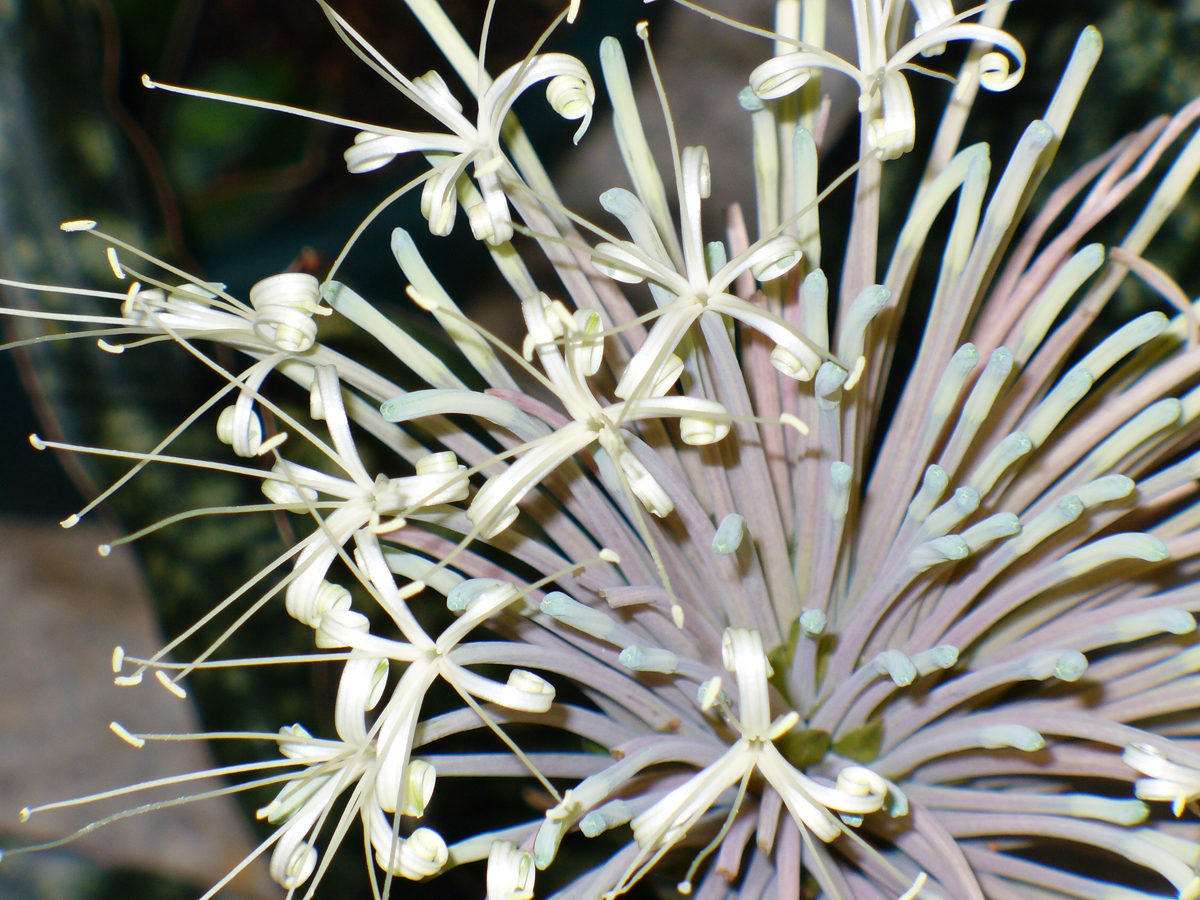
Ausschnitt eines Blütenstandes von Sansevieria kirkii

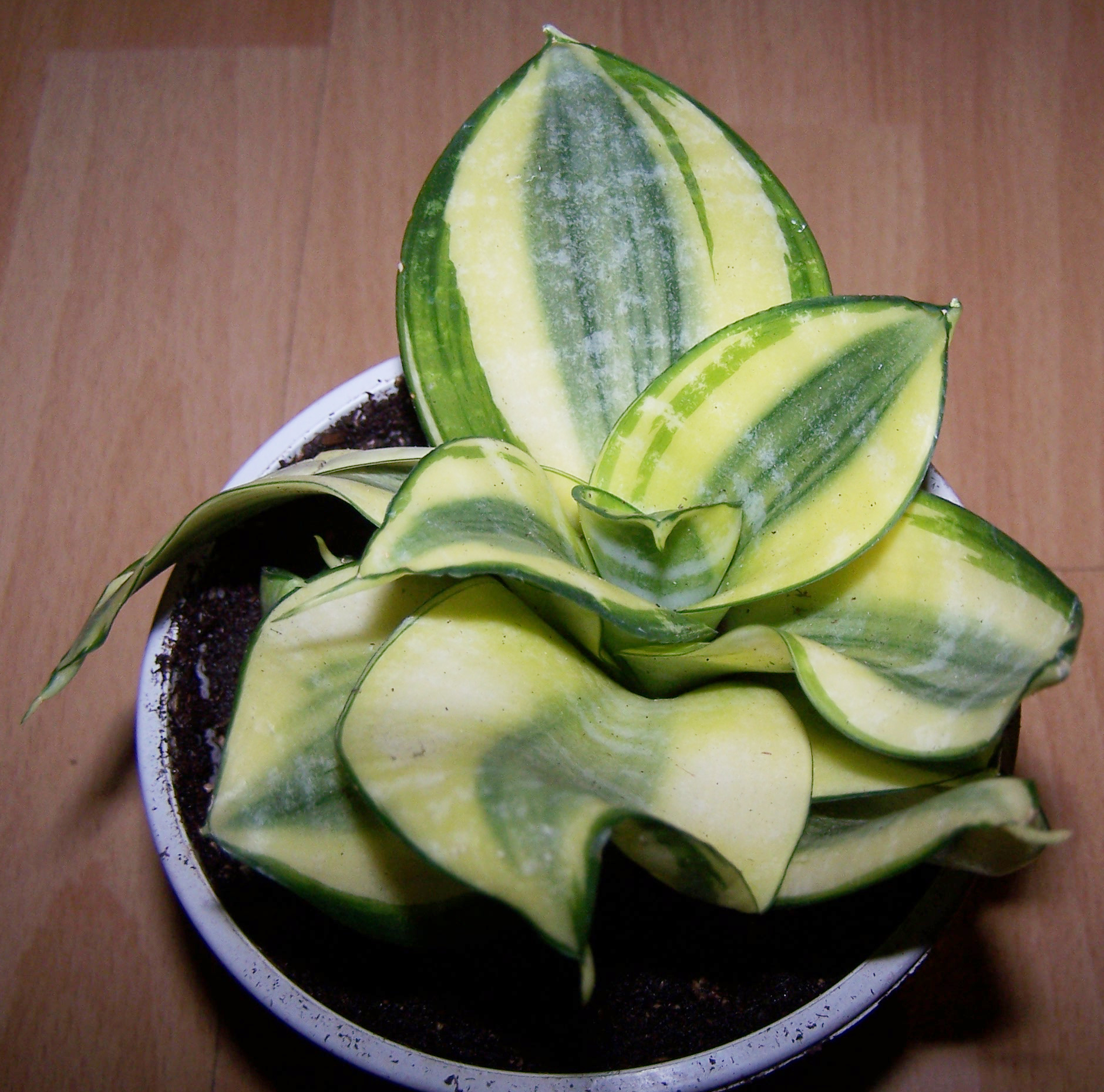
Sansevieria trifasciata 'Golden Hahnii' (Kulturform)

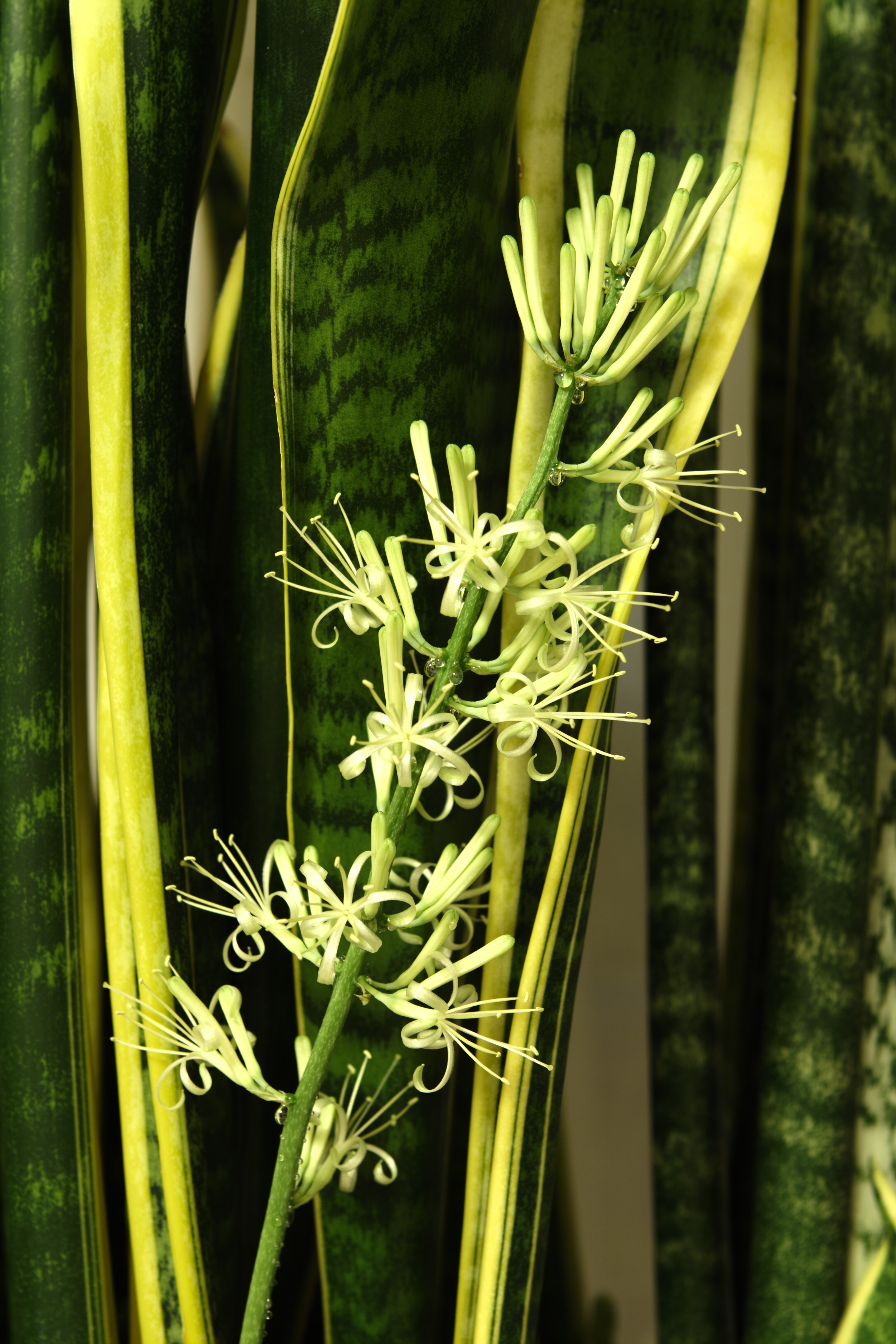
Blütenstand einer Sansevieria trifasciata

- Sansevieria lunatifolia L.E.Newton: Sie kommt in Kenia vor. Sie wurde 2015 erstbeschrieben.[9]
- Sansevieria newtoniana T.G.Forrest: Sie kommt in Uganda vor. Sie wurde 2014 erstbeschrieben.[9]

## Botanische Geschichte
Als im Jahre 1794 Carl Peter Thunberg die Gattung Sansevieria und zwei dazugehörende Arten Sansevieria aethiopica und Sansevieria thyrsiflora beschrieb, muss ihm eigentlich aufgefallen sein, dass bereits sieben Jahre zuvor, im Jahre 1787, in der von Vincenzo Petagna begründeten Gattung Sanseverinia eine der beiden Arten, nämlich Sansevieria thyrsiflora, generisch beschrieben war.
Die Ähnlichkeit der beiden generischen und spezifischen Namen scheint ein Indiz dafür zu sein, da Thunberg selbst den Namen Sanseverinia benutzte. Anhand des Herbarbeleges in Thunbergs Sammlung haben drei italienische Autoren jetzt zweifelsfrei nachgewiesen, dass Sanseverinia und Sansevieria nur Varianten ein und desselben Namens sind.
Bereits ein Jahr vor Petagna hatte im Jahre 1786 Friedrich Casimir Medicus die Gattung Acyntha aufgestellt. Einige Arten wurden bereits 1763 von Michel Adanson unter den damals neuen Gattungsnamen Cordyline gestellt.
Einem Vorschlag von Hermann August Theodor Harms und anderen Botanikern folgend wurde 1904 eine Liste von Gattungsnamen veröffentlicht, die entgegen dem unter den Botanikern akzeptierten Prioritätsprinzip aufgrund ihrer weiteren Verbreitung als „nomen conservandum“ bewahrt werden sollten. Unter den von Harms empfohlenen Gattungsnamen befand sich auch die Gattung Sansevieria, die gegenüber der vorher beschriebenen Gattung Acyntha bewahrt werden sollte. Harms Liste fand Eingang in die Vorschläge, die dem 1905 in Wien tagenden Zweiten Internationalen Botanischen Kongress zur Annahme unterbreitet wurden. Sie wurde vom Kongress angenommen. Eine andere Lösung hätte zu erheblichen Verwirrungen geführt.
Die systematische Zuordnung von Sansevieria war im Laufe der Geschichte wechselhaft, da viele Arten nicht sehr gut beschrieben waren. Carl von Linné stellte sie zunächst zu Aloe George Bentham stellte die Gattung 1883 zur Familie Haemodoraceae, was die von Adanson beschriebenen Arten unter Cordyline in weite Ferne rücken ließ. Heinrich Gustav Adolf Engler erkannte dies und übertrug sie zur Familie der Liliaceae. Die spätere Zuordnung zu Agavaceae wurde noch von C. J. Couper 1986 beibehalten. Nach den jüngsten Revisionen und phylogenetischen Untersuchungen ergab sich im Jahr 2010 die verwandtschaftliche Zuordnung zur Unterfamilie der Nolinoideae in der Familie der Spargelgewächse (Asparagaceae).

## Gefährdung
In der Roten Liste gefährdeter Arten der International Union for Conservation of Nature and Natural Resources (IUCN) werden keine Arten der Gattung Sansevieria geführt. Der Handel mit ihnen ist nicht durch das Washingtoner Artenschutz-Übereinkommen (CITES) geschützt.

## Nutzung

### Faserstoffe
Bei einigen Arten werden die Blätter für die Faserproduktion eingesetzt, worauf auch die Volksnamen wie Bogenhanf und Afrikanischer Sisal hinweisen. Hierzu zählen in erster Linie: Sansevieria hyacinthoides, Sansevieria cylindrica, Sansevieria kirkii, Sansevieria longiflora, Sansevieria ehrenbergii, Sansevieria liberica, Sansevieria roxburghiana, Sansevieria senegambica, Sansevieria subspicata und Sansevieria canaliculata. Qualitative Unterschiede aufgrund unterschiedlicher Faserlängen beeinflussten den Anbau. Hybriden mit verbesserter Faserqualität wurden später in den USA produziert. Ab etwa Mitte der sechziger Jahre brach der Markt durch die zunehmende Konkurrenz von Kunstfasern allmählich ein und ist heute relativ unbedeutend. Die Blattfasern werden für die Produktion von feinen Matten, Seilen und Bindfäden, Hüten, Sehnen und auch für Kleidungsstücke verwendet.

### Therapie
Abgesehen davon, dass viele Sansevieria-Arten als beliebte Zierpflanzen gelten, werden neben den sukkulenten Blättern auch die gemahlenen oder pulverisierten Teile der Wurzeln und Rhizome für medikamentöse Anwendungen genutzt. Die Blattsäfte einiger Arten, zum Beispiel von Sansevieria ehrenbergii, haben eine stark antiseptische Wirkung und werden in der traditionellen Medizin bei Verbänden in der Ersten Hilfe angewandt. Mit den gekochten Blättern einiger Sansevieria-Arten werden Hautausschläge und Geschwüre behandelt. Schlägt man mit den Blättern auf Warzen, sollen diese sich zurückbilden. Von Sansevieria trifasciata wird berichtet, dass der angewärmte Blattsaft gegen Ohrenschmerzen Verwendung findet. Der Saft von Sansevieria ehrenbergii wird sogar bei neuromuskulären Blockaden angewendet.
Wie bei Epipremnum aureum und Dracaena fragrans wird bei zahlreichen Sansevierien-Arten angenommen, dass sie auch die Raumluft durch die Aufnahme von Giftstoffen (z. B. Benzol, Toluol und Trichlorethen) verbessern.

## Nachweise